# لمة درق
لمة درق هي قرية في مقاطعة كليبر، إيران. عدد سكان هذه القرية هو 765 في سنة 2006.